# Phước Hòa, Tam Kỳ
Phước Hòa là một phường thuộc thành phố Tam Kỳ, tỉnh Quảng Nam, Việt Nam.
Phường Phước Hòa có diện tích 0,64 km², dân số năm 2019 là 4.331 người, mật độ dân số đạt 6.767 người/km².